# Tara Zahra
Tara Elizabeth Zahra (geb. 3. August 1976) ist eine US-amerikanische Historikerin.

## Leben
Zahra schloss im Jahr 1998 ihr Studium der Geschichte und Ökonomie am Swarthmore College ab. Ihre akademische Laufbahn setzte sie an der University of Michigan fort, wo sie 2002 ein Master- und 2005 ein Promotionsstudium der Geschichte abschloss. Nach ihrer Promotion war sie als Junior Fellow in der Harvard Society of Fellows tätig (2005–2007) und begann ihre Lehrkarriere an der University of Chicago, wo sie von einer Assistenzprofessorin zu einer Vollprofessorin aufstieg und seit 2018 die Homer J. Livingston Professur innehat. Seit 2022 ist sie Leiterin des Neubauer Collegiums für Kultur und Gesellschaft. Sie engagiert sich in der akademischen Gemeinschaft, unter anderem durch ihre Mitarbeit in verschiedenen Fachzeitschriften und ihre Funktion als Mentorin für Doktoranden, die sich mit europäischer Geschichte beschäftigen.

## Wirken
Zahras Forschung bezieht sich auf die transnationale Geschichte Europas, insbesondere auf Themen wie Migration, Nationalismus und Humanitarismus. Ihre Arbeiten bieten dabei wichtige Einblicke in die Auswirkungen der Globalisierung und die historischen Wurzeln heutiger geopolitischer Herausforderungen, die auch als Spiegel der gegenwärtigen Entwicklungen in der Weltwirtschaft und Politik dienen.
Ihr Buch The Great Departure untersucht die Massenmigration aus Osteuropa und ihre Auswirkungen auf die Welt. In ihrem Werk Against the World beleuchtet sie Antiglobalisierungsbewegungen in der Zwischenkriegszeit, wobei sie aufzeigt, wie wirtschaftliche Abschottungen nicht immer reaktionär sein müssen und stattdessen auch emanzipatorische Befreiungsakte darstellen können, wie das Beispiel von Gandhi zeigt.

## Auszeichnungen
Für ihre akademische Arbeit wurde sie mit zahlreichen Auszeichnungen wie dem George Louis Beer Prize (2012), der MacArthur Fellowship (2014) und der Guggenheim Fellowship (2021) bedacht. Im Jahr 2017 wurde sie in die American Academy of Arts and Sciences gewählt.